# Obeidia fumosa
Obeidia fumosa är en fjärilsart som beskrevs av W. Warren 1893. Obeidia fumosa ingår i släktet Obeidia och familjen mätare. Inga underarter finns listade i Catalogue of Life.